# 镇痛 (游戏)
《镇痛》是Analgesic Productions开发，并于2013年2月发行的动作冒险游戏，对应Microsoft Windows、macOS和Linux平台。游戏后登陆iOS（2013年）、Android（2013年）、PlayStation 4（2018年）和任天堂Switch（2019年）平台。
续作《镇痛2：归于尘土》於2019年8月發行。